# 엘살바도르의 국기

공식 국기 비율 9:16

민간기 비율 3:5

표어기 비율 3:5

엘살바도르의 국기는 1912년 9월 27일에 제정되었다. 푸른색과 흰색의 삼분할은 엘살바도르의 전신인 중앙아메리카 연방의 국기에서 유래한다. 현재 공식적으로 쓰이고 있는 국기의 색깔은 군청색에 가깝지만, 하늘색도 종종 사용한다. 민간에서는 가운데의 국장을 뺀 단순한 삼분할 기를 종종 사용한다. 또한, 국가 표어인 DIOS, UNION, LIBERTAD (하느님, 통합, 자유)라는 문구를 넣은 기는 정부에서 사용한다.
엘살바도르의 국기는 특히 니카라과의 국기와 가운데 국장의 모습까지 매우 비슷해서 작은 국기는 서로 구별하기 어려울 때도 있다. 니카라과의 국기는 하늘색에 가깝고, 표어에 둘러싸여 있는 국장이 엘살바도르에 비해 공간이 비어있다.
1865년부터 1912년까지 사용되었던 국기는 9줄에 주가 추가될 때마다 별을 추가하는 미국의 국기의 영향을 받은 국기가 사용되었다.

## 색상
| 색상 | 파랑                | 하양                  |
| ---- | ------------------- | --------------------- |
| RGB  | 15–71–175 (#0F47AF) | 255–255–255 (#FFFFFF) |

## 옛 국기

1865년
1865년–1869년
1869년–1873년
1873년–1877년
1877년–1912년
중앙아메리카 대공화국 (1898년)